# Clematis vaniotii
Clematis vaniotii là một loài thực vật có hoa trong họ Mao lương. Loài này được H.Lév. & C.E.Porter mô tả khoa học đầu tiên năm 1910.